# シャルンホルスト (装甲巡洋艦)
|          | |
| 艦歴     | |
| 発注:    | 1904年 |
| 起工:    | 1905年1月3日                                                                                                 |
| 進水:    | 1906年3月22日                                                                                                |
| 就役:    | 1907年10月24日                                                                                               |
| 退役:    | |
| その後:  | 1914年12月8日に戦没                                                                                          |
| 除籍:    | |
| 性能諸元 | |
| 排水量:  | 12,781 トン                                                                                                  |
| 全長:    | 144.6 m (474.7 ft) 143.8 m (472 ft)（水線長）                                                                |
| 全幅:    | 21.6 m (71 ft)                                                                                               |
| 吃水:    | 8.4 m (27 ft 6 in)                                                                                           |
| 機関:    | |
| 最大速:  | 22.7ノット                                                                                                   |
| 兵員:    | 764名 |
| 兵装:    | 40口径21cm連装砲 2基 40口径21cm単装砲 4基 40口径15cm単装砲 6基 35口径8.8cm単装砲 18基 45cm水中魚雷発射管 4門 |

シャルンホルスト (SMS Scharnhorst) は、第一次世界大戦で活躍したドイツ帝国海軍の装甲巡洋艦。シャルンホルスト級大型巡洋艦の一番艦。艦名はプロイセンの将軍ゲルハルト・フォン・シャルンホルストにちなむ。

## 艦歴
シャルンホルストは1905年1月3日にハンブルクのブローム・ウント・フォス社で起工、1907年10月24日竣工した。

### ハインリヒ親王御召艦
1912年8月に行われた明治天皇の大喪の礼では、ヴィルヘルム2世の名代であるハインリヒ親王の御召艦として日本に派遣された。当初、シベリア鉄道経由で日本に向かったハインリヒ親王は青島で「シャルンホルスト」に乗艦する予定だったが、ハインリヒ親王を乗せた列車がイルクーツク付近で脱線したため、8月31日にウラジオストックで「シャルンホルスト」に乗艦した。「シャルンホルスト」は護衛の「ニュルンベルク」・「ライプツィヒ」と共に日本へ向かい、9月8日午後6時に電報と郵便物受け取りのため神戸港に入港。英国名代コンフォート親王の御召艦「ディフェンス」やフランスのルボン特派大使が乗艦するフランス海軍の軍艦「クレベール」と礼砲を交換した。同日午後8時に神戸港を出港した「シャルンホルスト」は、9月9日に横浜港に到着した。横浜港では、「ディフェンス」や「クレベール」、アメリカ海軍の「メリーランド」などと港外に投錨し、大日本帝国海軍は「富士」「常盤」「磐手」をホストシップとして随伴させた。大喪の礼の後、ハインリヒ親王は9月17日に「シャルンホルスト」に乗艦し、正午に「シャルンホルスト」は停泊中の軍艦の礼砲と在日ドイツ人の送迎を受けながら出航した。「シャルンホルスト」は9月19日に神戸港に寄港し、ハインリヒ親王は京都を観光。「シャルンホルスト」は9月21日に厳島を経て、9月22日に長崎港に入港した。翌9月23日には、長崎港外で「エムデン」を旗艦と検閲式が行われ、「シャルンホルスト」も参加した。検閲式を終えたハインリヒ親王と「シャルンホルスト」は青島に向かい、9月26日に青島に寄港した。

### 第一次世界大戦
第一次世界大戦開戦時、「シャルンホルスト」はマクシミリアン・フォン・シュペー中将が指揮する東アジア巡洋艦戦隊の旗艦であった。この戦隊は装甲巡洋艦「シャルンホルスト」、姉妹艦の「グナイゼナウ」、軽巡洋艦「ドレスデン」、「ニュルンベルク」、「ライプツィヒ」からなっていた。ただし、これらの艦艇は戦争勃発時には各地に散在していた。「シャルンホルスト」は「グナイゼナウ」とともに6月の終わりに青島から太平洋巡航に出発していた。だが、ヨーロッパでの情勢悪化により7月途中から2隻はポナペ島に留まり、そこで戦争の開始を迎えた。
8月6日、「ニュルンベルク」がポナペ島に到着した。同日、3隻の巡洋艦はポナペ島から出航し、8月11日にパガン島に到着した。8月12日には「エムデン」もパガン島に到着した。8月14日、4隻の巡洋艦はパガン島を離れた。8月15日、「エムデン」が艦隊と別れ、インド洋へ通商破壊に向かった。
9月14日には「シャルンホルスト」は「グナイゼナウ」とともにサモアのアピア沖に姿を現し、9月22日にはパペーテ砲撃を行いフランスの砲艦「ゼレー」を沈めた。この後ドイツ艦隊はマルケサス諸島ヌクヒバ島で補給を行い、10月12日にはイースター島で「ドレスデン」と合流した。10月14日には「ライプツィヒ」も加わったドイツ艦隊は、10月18日にイースター島を離れ、10月26日にファン・フェルナンデス諸島に到着した。
ドイツ艦隊は10月28日にファン・フェルナンデス諸島を出航した。10月31日に敵艦の存在を知り攻撃に向かったドイツ艦隊は1914年11月1日にチリのコロネル沖でイギリス艦隊と出会い、交戦した。このコロネル沖海戦で、ドイツ軍はイギリス装甲巡洋艦「グッドホープ」と「モンマス」を撃沈した。
1914年12月8日、「シャルンホルスト」以下5隻の巡洋艦はフォークランド諸島ポート・スタンリーの攻撃を試みたが、その前日に2隻の巡洋戦艦「インヴィンシブル」、「インフレキシブル」を含むダブトン・スターディー中将が指揮するイギリス艦隊が到着していたことは知らなかった。12月8日のフォークランド沖海戦で「シャルンホルスト」はイギリス巡洋戦艦の攻撃で沈没した。生存者はなし。また他の巡洋艦も「ドレスデン」を除いて各個撃沈された。

## 沈没船の発見
2014年から、海洋考古学者 Mensun Bound が率いる調査チームによって、シュペーの艦隊を探す調査が行われたが上手くいっていなかった。2019年、ボンドは調査船 Seabed Constructor と共に別の調査方針に基づいて探査を行い、同12月5日にシャルンホルストを発見したことを告知した。フォークランドの南東約 98 nmi (181 km; 113 mi)、約1,610 m（5,280フィート） の深さで直立しており、上部構造は破壊されたか周囲に散らばっているが、船体自体は無傷に近い状態で残っている。